# لی جه-ووک
لی جه ووک (کره‌ای: 이재욱؛ زادهٔ ۱۰ مه ۱۹۹۸) بازیگر و مدل اهل کره جنوبی است. او حرفهٔ بازیگری خود را در مجموعه تلویزیونی خاطرات الحمرا (۲۰۱۸–۲۰۱۹) آغاز کرد و به خاطر ایفای نقش در مجموعه عاشقانه اداری سرچ: دبلیودبلیودبلیو (۲۰۱۹) به شهرت رسید. او سپس در نخستین فیلم خود به نام نبرد جنگساری (۲۰۱۹) ایفای نقش کرد و در مجموعه‌های تلویزیونی تو فوق‌العاده‌ای (۲۰۱۹) و وقتی هوا خوبه (۲۰۲۰) حضور پیدا کرد. او اولین نقش اصلی خود را در مجموعه تلویزیونی دو دو سل سل لا لا سل (۲۰۲۰) انجام داد و شهرت او به خاطر ایفای نقش در مجموعه فانتزی تاریخی کیمیای روح (۲۰۲۲) و بخش دوم آن کیمیای روح: نور و سایه و وارث غیرممکن افزایش پیدا کرد.

## فیلم‌شناسی

### فیلم
| سال  | عنوان        | نقش      | توضیحات | منابع |
| ---- | ------------ | -------- | ------- | ----- |
| ۲۰۱۹ | نبرد جنگساری | لی گه ته |         | [ ۵ ] |

### مجموعه تلویزیونی
| سال       | عنوان                  | نقش         | توضیحات               | منابع  |
| --------- | ---------------------- | ----------- | --------------------- | ------ |
| ۲۰۱۸–۲۰۱۹ | خاطرات الحمرا          | مارکو هان   | نقش مکمل              | [ ۶ ]  |
| ۲۰۱۹      | سرچ: دبلیودبلیودبلیو   | سول جی هوان | نقش اصلی              | [ ۷ ]  |
| ۲۰۱۹      | تو فوق‌العاده‌ای         | بک کیونگ    | نقش اصلی              | [ ۸ ]  |
| ۲۰۲۰      | وقتی هوا خوبه          | لی جانگ وو  | نقش مکمل              | [ ۹ ]  |
| ۲۰۲۰      | دو دو سل سل لا لا سل   | سون‌وو جون   | نقش اصلی              | [ ۱۰ ] |
| ۲۰۲۰      | زیبایی حقیقی           | بک کیونگ    | حضور افتخاری (قسمت ۴) | [ ۱۱ ] |
| ۲۰۲۲      | کیمیای روح             | جانگ اوک    | نقش اصلی              | [ ۱۲ ] |
| ۲۰۲۲–۲۰۲۳ | کیمیای روح: نور و سایه | جانگ اوک    | نقش اصلی              | [ ۱۳ ] |
| ۲۰۲۴      | وارث غیر ممکن          | هان ته اوه  | نقش اصلی              |        |

### مجموعه اینترنتی
| سال  | عنوان            | نقش                            | توضیحات                     | منابع  |
| ---- | ---------------- | ------------------------------ | --------------------------- | ------ |
| ۲۰۲۱ | نقل مکان به بهشت | کیم سو چول                     | حضور افتخاری (قسمت ۳–۷)     | [ ۱۴ ] |
| ۲۰۲۲ | بوسه حس ششم      | بازیگر نقش اصلی در فیلم «هارو» | حضور افتخاری (قسمت ۳، ۵، ۹) | [ ۱۵ ] |
| ن/م  | رویال لودر       |                                |                             | [ ۱۶ ] |
| ۲۰۲۴ | هونگ رانگ        | هونگ رانگ                      | نقش اصلی                    |        |